# Куди зник Фоменко?
«Куди зник Фоменко?» (рос. «Куда исчез Фоменко?») — радянський художній фільм 1981 року режисера  Вадима Гаузнера, телефільм.

## Сюжет
Одного дня інженер і любитель коней Дмитро Фоменко, незамінний на виробництві працівник і відмінний сім'янин — взяв і зник. Він не був уночі в будинку, а вранці хоч і з'явився на роботі (на прохідній залишив пропуск, і його бачили кілька людей) його також не можуть знайти. Звернувшись в усі місця, де він міг би бути, в тому числі й на виробництво, дружина Аліна (Лія Ахеджакова), за порадою подруги, звертається до знайомого слідчого (Армен Джигарханян). Той рекомендує їй написати заяву про пошук, а сам приступає до розслідування, опитуючи товаришів на службі й родичів зниклого.
На роботі за вказівкою начальника цеху Манечкіна (Ролан Биков) обшукують усі виробничі приміщення (а працює той в аеродромній службі авіаремонтного заводу), де міг би перебувати Фоменко, і навіть прилеглий до заводу ставок. Його не можуть знайти вже 9 днів, а батько Аліни (Сергій Філіппов) навіть встиг знайти їй нового нареченого… Як з'ясовується, Фоменку просто все набридло до смерті: байдужі товариші на службі, дружина й дочка, що безпричинно накричала на нього (перехідний вік), безглузді приятелі. Герой вирішив зайнятися, нарешті, улюбленою верховою їздою і, нічого нікому не сказавши, виїхав на гірську спортивну базу. Коли на виробництві й удома зрозуміли, що Фоменко втік від життя й обридлих обставин, то родина і дружний товариський колектив, усвідомивши недоліки й погодивши дії двох сторін, прийшли на допомогу одне одному. Міліція ж намагається розшукати його в горах, використовуючи для цього вертоліт…
Фільм був знятий у Криму, багато сцен знято в приміщенні готелю «Москва» в Сімферополі. Кілька сцен було знято в горах Бахчисарайського району.

## У ролях
- Лія Ахеджакова —  Аліна, дружина Фоменко
- Армен Джигарханян —  старший слідчий
- Ролан Биков —  начальник цеху
- Віктор Павлов —  керівник групи
- Євгенія Ханаєва —  мати Фоменко
- Сергій Філіппов —  батько Аліни
- Олена Санаєва —  подруга Аліни
- Ніна Усатова —  кравчиня  (озвучування:  Н. Русланова)
- Сергій Яковлєв — Руж'єв, товариш Фоменко по службі
- Олександр Анісімов —  товариш Фоменко по службі
- Андрій Краско —  товариш Фоменко по службі
- Ліліан Малкіна —  Коробкіна, колега Фоменко по службі
- Ніна Тер-Осіпян —  баба Ліна, ворожка
- Аристарх Ліванов —  Фоменко  (в титрах не значиться)
- Олександр Болонін —  капітан міліції

## Знімальна група
- Автор сценарію:  Семен Злотников
- Режисер:  Вадим Гаузнер
- Оператор:  Генріх Маранджян
- Художник:  Марксен Гаухман-Свердлов
- Композитор: Віктор Кісін